# Trumpet (satelita)

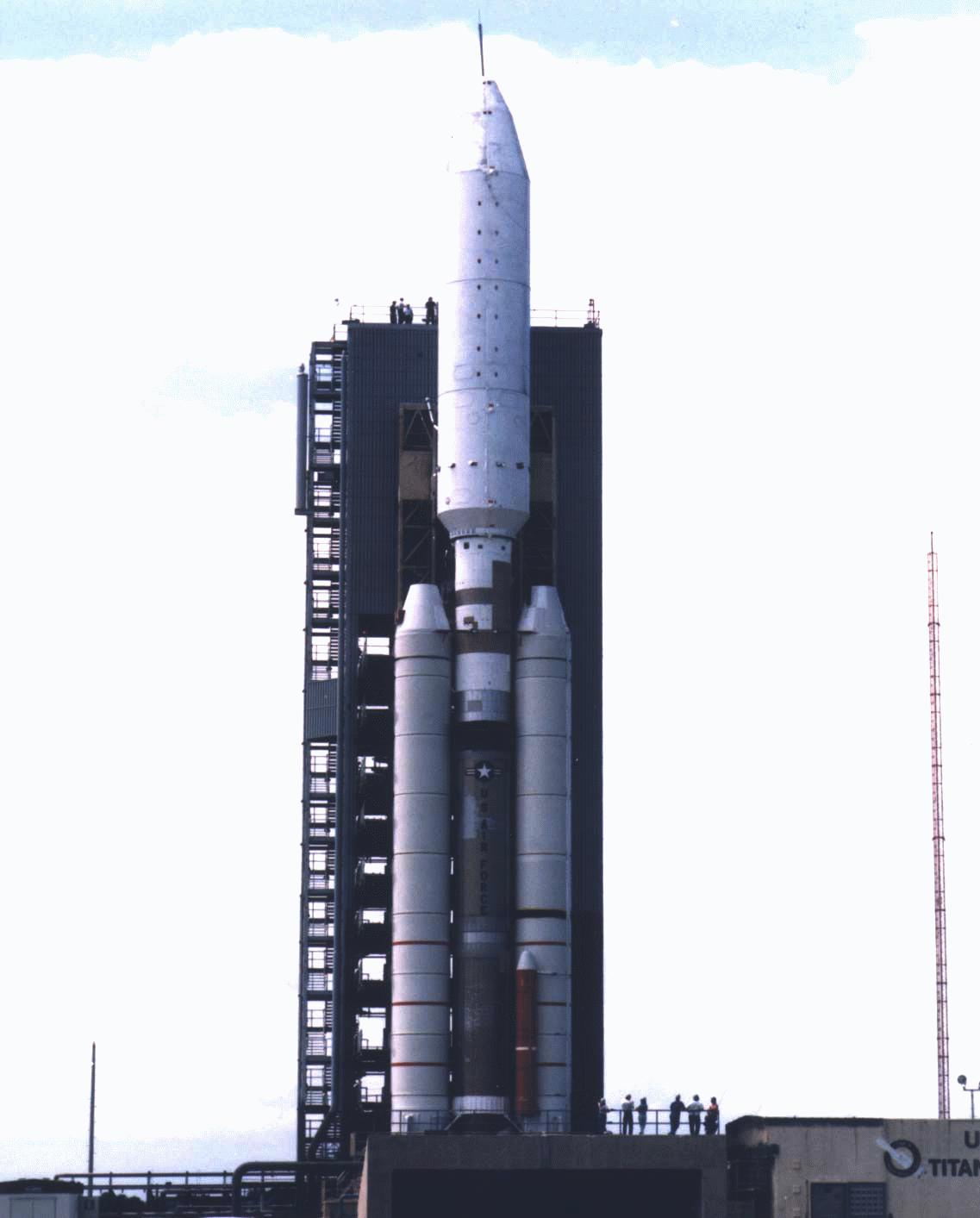
Rakieta Titan IV z satelitą typu Trumpet lub Advanced Orion

Trumpet (również: Jeroboam, Advanced Jumpseat) – seria trzech amerykańskich wojskowych satelitów zwiadu elektronicznego. Obecnie zastępowane przez satelity Trumpet Follow-On.
Seria ciężkich satelitów wyniesionych przez USAF, przeznaczonych do zbierania sygnałów łącznościowych w celach wywiadowczych, jako zastępujące satelity Jumpseat. Misje pozostają ściśle tajne.
Z uwagi na ich charakterystyczne, silnie wydłużone orbity (apogeum 30 razy wyższe od perygeum) wnioskuje się, że używane są do przechwytywania łączności radiowej na terytorium Rosji i krajów byłego Związku Radzieckiego, w tym transmisje z i do satelitów serii Mołnia. 

## Budowa
Masę satelity szacuje się na około 5200 kilogramów, na podstawie ograniczeń nośności członu Centaur rakiet Titan IV używanych do ich wynoszenia. Podobnie jak satelity Mercury wyposażone są najpewniej w dużą antenę reflektorową, o średnicy nawet do 150 metrów.
Szacuje się, że koszt misji jednego statku wynosił ok. 2,2 miliarda USD, w tym koszt satelity 1,75 mld USD, a koszt rakiety i wystrzelenia, 0,43 mld USD (według siły nabywczej z roku 2011).

## Satelity
1. Trumpet 1 (USA 103) – wystrzelony 3 maja 1994
2. Trumpet 2 (USA 112) – wystrzelony 10 czerwca 1995
3. Trumpet 3 (USA 136, NROL-4) – wystrzelony 8 listopada 1997